# Iconiq
Ayumi Itō (伊藤 あゆみ, Itō Ayumi) (née le 25 août 1984), également connue par son nom de scène Iconiq (au Japon) ou Ayumi (en Corée du Sud), est une chanteuse sud-coréenne principalement active au Japon et en Corée du Sud. Elle a été membre du girl group sud-coréen Sugar.

## Jeunesse
Ayumi Itō est née dans la préfecture de Tottori, issue de la troisième génération de zainichi le 25 août 1984. Elle a vécu au Japon jusqu'à ses 15 ans avant de partir vivre en Corée du Sud. Elle a étudié à la Korea Kent Foreign School.

## Carrière

### Sugar
Ayumi a été repérée par la compagnie Starworld à un concert de H.O.T., et a débuté au sein du girl group sud-coréen Sugar en 2001. Elles ont sorti deux albums au Japon et trois en Corée. Le groupe s'est officiellement séparé en 2006.

### Carrière solo
En 2006, le groupe se sépare et Iconiq sort deux singles solo sous le nom d'Ayumi. Le premier est une cover du générique de Cherry Miel qui est sorti le 13 juillet 2006, et a été critiqué par les médias coréens pour son "accent prononcé" et que ses performances faisaient trop japonaises. Son deuxième single digital, "Jalmotdoen Mannam" ("Wrongful Meeting") est sorti le 7 novembre 2006, et est une cover du hit de 1995 de Kim Gun Mo.
Elle change de label en février 2007, passant de Starworld à SM Entertainment et commence à collaborer avec SM Town sur leurs albums été et hiver cette année-là. Cependant, elle n'a sorti aucun solo à cette époque. En 2008, Iconiq déménage à Los Angeles pour étudier la danse et trouver une inspiration nouvelle en tant que musicienne,.
Fin 2009, elle change son nom de scène pour Iconiq, et débute au Japon sous le label Rhythm Zone. Ses premières promotions furent pour la ligne de cosmétiques Maquillage de Shiseido, où sa chanson "I'm Lovin' You" (un duo avec Atsushi d'Exile) a été utilisée dans leurs publicités et sa photo sur les panneaux publicitaires,,. Iconiq a fait parler d'elle grâce à son crâne rasé, et a gagné le surnom de "baby short hair" (ベビーショートヘア),,.
Son passé en tant que membre de Sugar et son héritage coréen ont joué un rôle lors de la promotion au Japon, posant des problèmes aux médias coréens,,. Tokyo Sports a écrit un article à propos du passé d'Iconiq en tant qu'idole coréenne, et s'est plus tard excusé au label de la chanteuse.
Après deux chansons promotionnelles pour les publicités de Maquillage, "Change Myself" et "Bye Now!", elle sort son album de débuts intitulé Change Myself le 10 mars 2010. L'album s'est classé troisième dès sa sortie dans le classement d'albums Oricon, la plus haute position pour un début depuis Sora de Yui Aragaki fin 2007. Depuis, elle a sorti le single "Tokyo Lady", et sorti un EP appelé Light Ahead en septembre. Cet EP a été promu par trois clips réalisés par Diane Martel.
En 2015, Ayumi est apparue sur un programme coréen, pour la première fois après neuf ans, dans le programme Witch Hunt diffusé sur JTBC.

## Discographie

### Albums studio
| Titre         | Détails sur l'album                                                                            | Meilleure position | Meilleure position | Meilleure position | Meilleure position | Ventes (JPN) |
| Titre         | Détails sur l'album                                                                            | JPN                | COR                | COR Outremer       | TWN Asie de l'Est  | Ventes (JPN) |
| ------------- | ---------------------------------------------------------------------------------------------- | ------------------ | ------------------ | ------------------ | ------------------ | ------------ |
| Change Myself | - Date de sortie : 10 mars 2010 (JPN) - Label : Rhythm Zone - Formats : CD/DVD, téléchargement | 3                  | 47                 | 15                 | 20                 | 64,000       |

### EPs
| Titre       | Détails sur l'album                                                                                 | Meilleure position | Ventes (JPN) |
| Titre       | Détails sur l'album                                                                                 | JPN                | Ventes (JPN) |
| ----------- | --------------------------------------------------------------------------------------------------- | ------------------ | ------------ |
| Light Ahead | - Date de sortie : 15 septembre 2010 (JPN) - Label : Rhythm Zone - Formats : CD/DVD, téléchargement | 18                 | 12,000       |

### Singles
| Titre                                                          | Année | Meilleure position | Meilleure position | Meilleure position           | Ventes (JPN) | Album         |
| Titre                                                          | Année | JPN Oricon         | JPN Hot 100        | JPN RIAJ Digital Track Chart | Ventes (JPN) | Album         |
| -------------------------------------------------------------- | ----- | ------------------ | ------------------ | ---------------------------- | ------------ | ------------- |
| "Cutie Honey"                                                  | 2006  | —                  | —                  | —                            | ...          | Pas d'album   |
| "Jalmosdoen Mannam" (coréen : 잘못된 만남, "Wrongful Meeting") | 2006  | —                  | —                  | —                            | ...          | Pas d'album   |
| "I'm Lovin' You" (Iconiq x Atsushi d'Exile)                    | 2010  | —                  | 47                 | 8                            | ...          | Change Myself |
| "Change Myself"                                                | 2010  | —                  | 73                 | 20                           | ...          | Change Myself |
| "Bye Now!"                                                     | 2010  | —                  | 8                  | 47                           | ...          | Change Myself |
| "Tokyo Lady"                                                   | 2010  | 19                 | 21                 | —                            | 10,000       | Light Ahead   |
| "Light Ahead"                                                  | 2010  | —                  | 49                 | 62                           | ...          | Light Ahead   |
| "Ladies"                                                       | 2012  | —                  | —                  | —                            | ...          | Pas d'album   |
| "Make It Right"                                                | 2012  | —                  | —                  | —                            | ...          | Pas d'album   |

## Filmographie

### Films
| Année | Titre               | Rôle         | Notes          |
| ----- | ------------------- | ------------ | -------------- |
| 2009  | Yakusoku no Chi     | Yumi Ito     | Rôle principal |
| 2009  | Kafu wo Machiwabite | Rika Aragaki | Second rôle    |

### Dramas télévisés
| Année | Titre                      | Chaîne   | Rôle             | Notes               |
| ----- | -------------------------- | -------- | ---------------- | ------------------- |
| 2006  | Nonstop 6: Rainbow Romance | MBC      | Ah Yoo Mi        | Second rôle; Sitcom |
| 2008  | Binbo Danshi               | NTV      | Kurata Watana    | Second rôle         |
| 2008  | Yottsu no uso              | TV Asahi | Miyabe           | Second rôle         |
| 2012  | Ataru                      | TV Asahi | Kashiwabara Yumi | Caméo               |
| 2013  | Machigawarechatta Otoko    | Fuji TV  | Erika Momoyama   |                     |

## Récompenses

### Japan Record Awards
| Année | Travail nommé | Prix                    | Résultat   |
| ----- | ------------- | ----------------------- | ---------- |
| 2010  | Change Myself | Nouvel artiste          | Lauréat    |
| 2010  | Change Myself | Meilleur nouvel artiste | Nomination |